# Salajna (stacja kolejowa)
Salajna – stacja kolejowa w miejscowości Salajna, w kraju karlowarskim, w Czechach. Znajduje się na wysokości 530 m n.p.m.
Jest zarządzana przez Správę železnic. Na stacji nie ma możliwości zakupu biletów, a obsługa podróżnych odbywa się w pociągu.

## Linie kolejowe
- 170 Beroun - Plzeň - Cheb